# U.S. Route 6A (Rhode Island)
La U.S. Route 6 Alternate o Ruta Federal 6 Alterna (abreviada US 6A) es una autopista federal ubicada en el estado de Rhode Island. La autopista inicia en el Oeste desde la  US 6     en Providence hacia el Este en la Plainfield Street y Killingly Street en Providence. La autopista tiene una longitud de 6,3 km (3.9 mi).

## Mantenimiento
Al igual que las carreteras estatales, las carreteras interestatales, y el resto de rutas federales, la U.S. Route 6A es administrada y mantenida por el Departamento de Transporte de Rhode Island por sus siglas en inglés RIDOT.

## Cruces
La U.S. Route 6A es atravesada principalmente por la Avenida Petteys/Avenida Glenbridge en Providence.